# Non c'è bisogno di denaro
Non c'è bisogno di denaro è un film del 1933 diretto da Amleto Palermi. Si tratta di un remake italiano del film tedesco del 1931 Man braucht kein Geld, diretto da Carl Boese.

## Trama
Una piccola banca di paese, per mancanza di liquidità, sta per chiudere. Lecomtois è uomo povero, che è appena arrivato dall'America in paese senza soldi. Nessuno lo conosce e quindi i dirigenti ne approfittano, facendolo passare per un milionario e nominandolo presidente della banca.